# モロガ川
モロガ川（モロガがわ、ロシア語: Молога、ラテン文字表記: Mologa）は、ロシア北西部の河川でヴォルガ川左岸の支流である。トヴェリ州のヴァルダイ丘陵に発し、ノヴゴロド州、ヴォログダ州を流れ、人工湖リビンスク湖でヴォルガ川に合流する。毎年10月末から12月初頭ごろに凍結し、4月から5月上旬には氷が解ける。長さは456km、流域面積は29,700平方kmにおよぶ。
ベージェツク（Bezhetsk）、ペストーヴォ（Pestovo）、ウスチュジナ（Ustyuzhna）などの町を流れる。かつてヴォルガ川との合流点に12世紀以来の古い都市モロガがあったが、リビンスク湖建設により1947年に水没し、住民13万人以上が移住させられた。